# Yamaha yz465
Yamaha YZ465 "500cm" motocrossmaskine kom på markedet i 1980. I Danmark blev den bl.a. kørt af en af tidens topkører, Arne Lodal fra Næstved.[kilde mangler]
| Stub | Spire Denne motorcykel, scooter eller knallert relaterede artikel er en spire som bør udbygges. Du er velkommen til at hjælpe Wikipedia ved at udvide den. |